# Hans Lützelburger

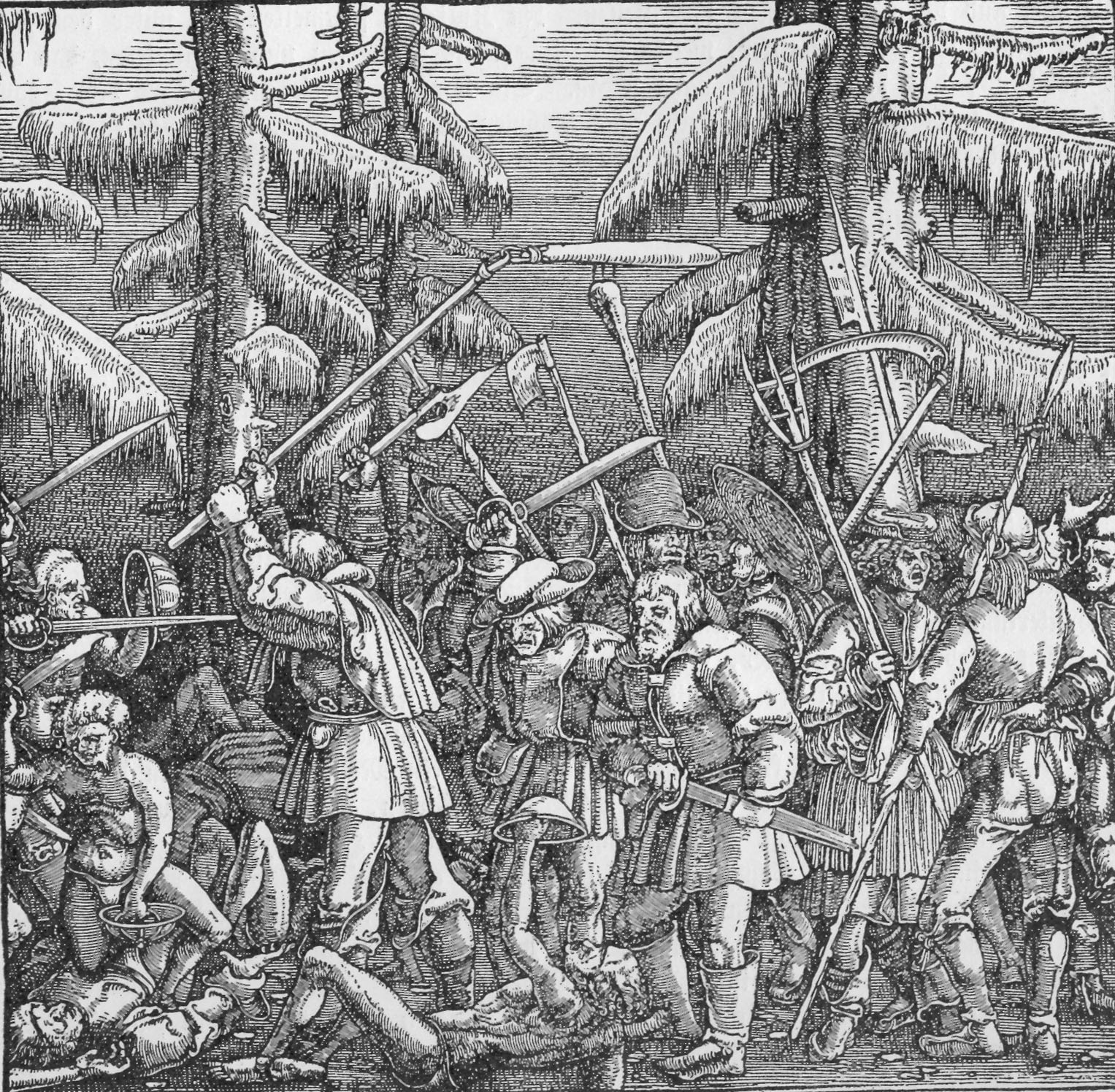
Kämpfende Bauern gegen nackte Männer nach Meister NH 1522.

Hans Lützelburger (Leuczellburger), auch Hans Franck (* um 1495; † Juni 1526 in Basel), war ein deutscher Formschneider, bekannt für die Holzschnitte, die er für Hans Holbein ausgeführt hatte.

## Leben

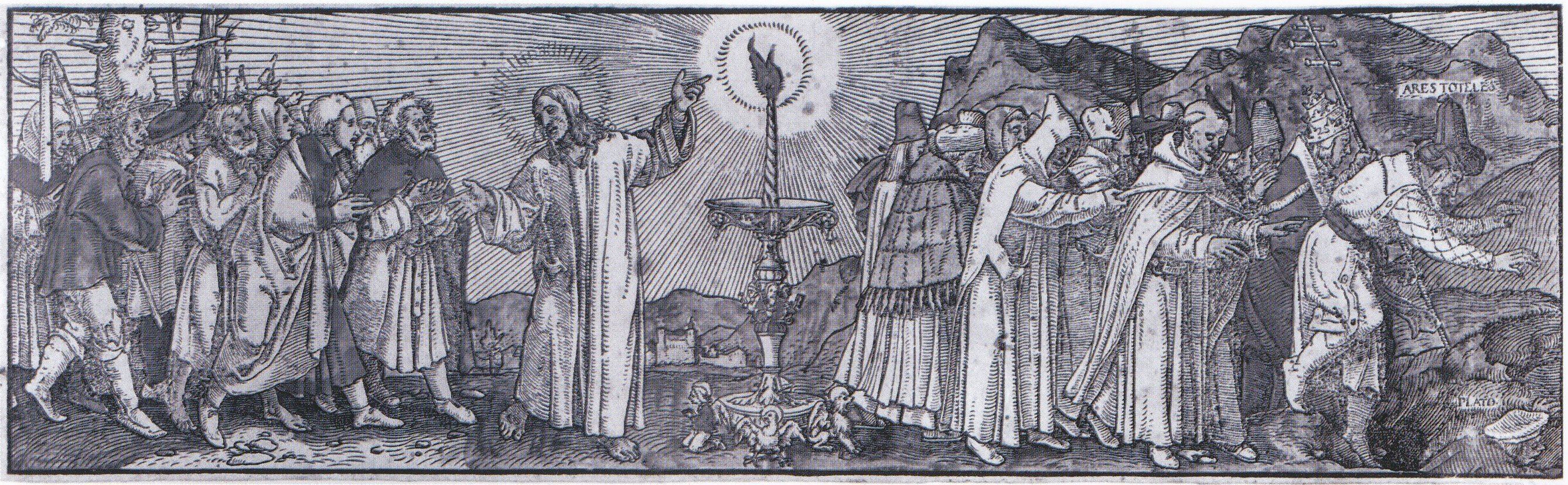
Das Licht des Evangeliums nach Hans Holbein 1526.

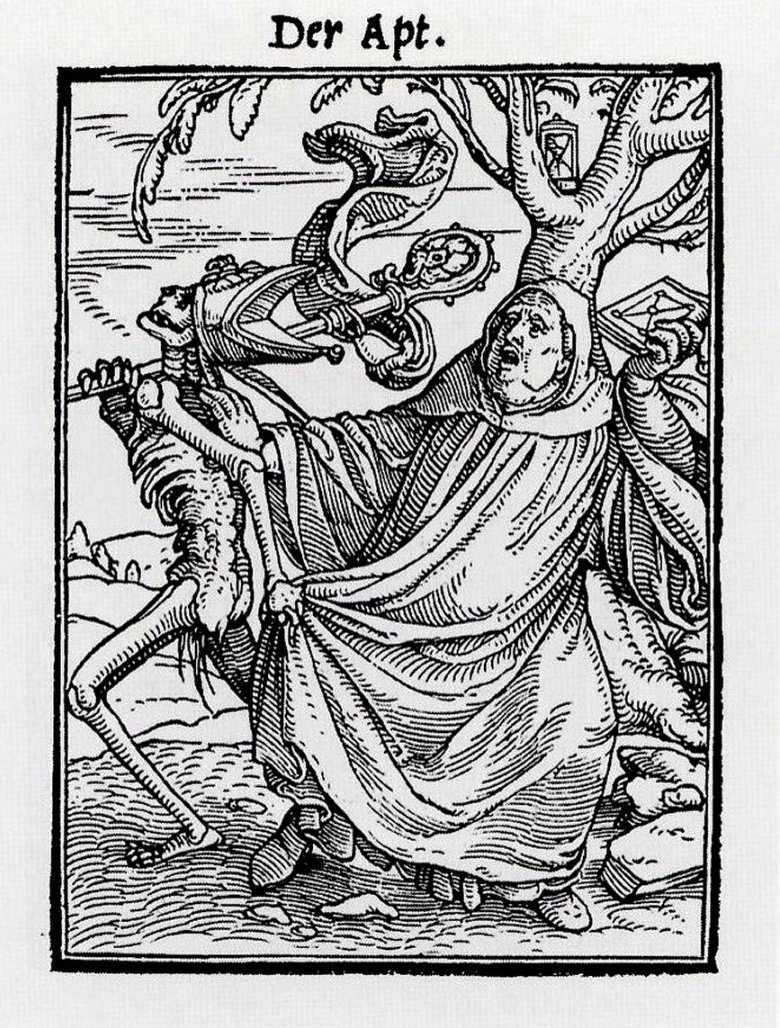
Der Abt und der Tod nach Hans Holbein 1538.

Von Hans Lützelburger, der vermutlich aus dem Großherzogtum Luxemburg (Lützelburg) stammte, ist nur wenig bekannt. Sein Name als Formschneider taucht zum ersten Mal in Augsburg auf, wo er einen Holzschnitt Kampf von Bauern gegen nackte Männer mit Hanns Leuczelburger Furmschnider  signierte. Um 1522 kam er, vermutlich über Mainz, nach Basel, wo er für verschiedene Basler Drucker wie Thomas Wolff, Adam Petri, Johann Froben und Andreas Cratander arbeitete. Die erste bekannte Basler Arbeit ist eine Titeleinfassung der Lutherbibel, die 1522 bei Adam Petri erschien. Die meisten weiteren in Basel entstandenen Holzschnitte basieren auf Vorlagen von Hans Holbein. Zu seinen letzten Werken gehören zwei Holzschnitte, die nach Vorlagen von Holbein 1526 für den Zürcher Drucker Christoph Froschauer entstanden sind: Das Licht des Evangeliums und Der Ablaßhandel. Die Totenbilderserie, die er im Auftrage des Lyoner Druckers Melchior Trechsel anfertigte, blieb zum Teil unvollendet und wurde 1538 erstmals veröffentlicht. Lützelburger starb kurz vor dem 23. Juni 1526 in Basel.
Wegen der Qualität der Ausführung bedeutender Vorlagen gilt Lützelburger als einer der größten Formschneider des 16. Jahrhunderts.